# Strömsund
Strömsund (südsamisch: Straejmie) ist ein Ort (tätort) in der schwedischen Provinz Jämtlands län und der historischen Provinz Jämtland. Er ist Hauptort der gleichnamigen Gemeinde und liegt etwa 100 km nördlich von Östersund am See Ströms Vattudal.

## Verkehr
In Strömsund kreuzen sich die Europastraße 45 die nach Süden über Östersund bis nach Göteborg und nach Norden über Gällivare an Kiruna vorbei bis zur finnischen Grenze führt, die Provinzstraßen (länsväg) 339, 342 und 345. 1912 erhielt der Ort Anschluss an die Inlandsbahn.

## Sehenswürdigkeiten
Die Felsmalereien am Fångsjön liegen etwa 6,0 km südöstlich von Strömsund.

## Persönlichkeiten
- Elsa Einarsson (* 1941), Eisschnellläuferin, hier geboren
- Sigge Ericsson (1930–2019), Eisschnellläufer, wohnte hier
- Kjell Espmark (1930–2022), Lyriker, Schriftsteller und Literaturhistoriker, hier geboren
- Lars Theodor Jonsson (1903–1998), Langläufer, hier gestorben
- Åke Ödmark (1916–1994), Hochspringer, hier geboren
- Bo Ollander (1943–1973), Eisschnellläufer, hier geboren
- Beppe Wolgers (1928–1986), Schauspieler, Autor, Komponist und Regisseur, wohnte hier

## Bildergalerie

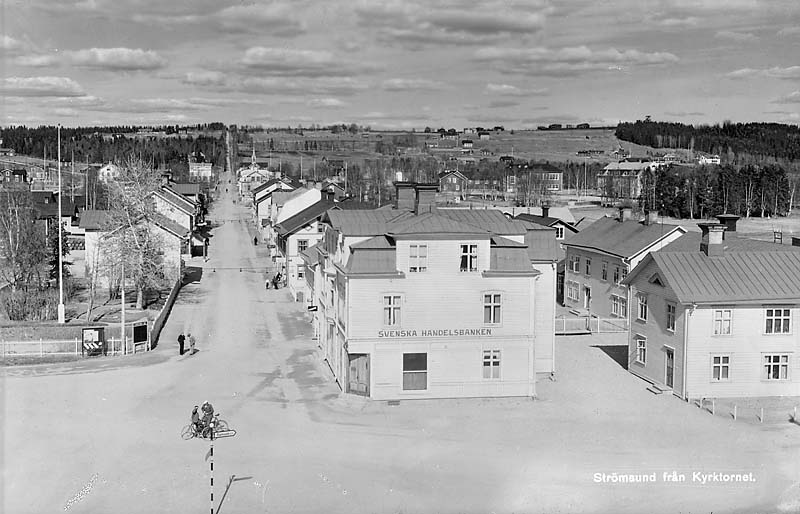
Strömsund (zwischen 1920 und 1939)
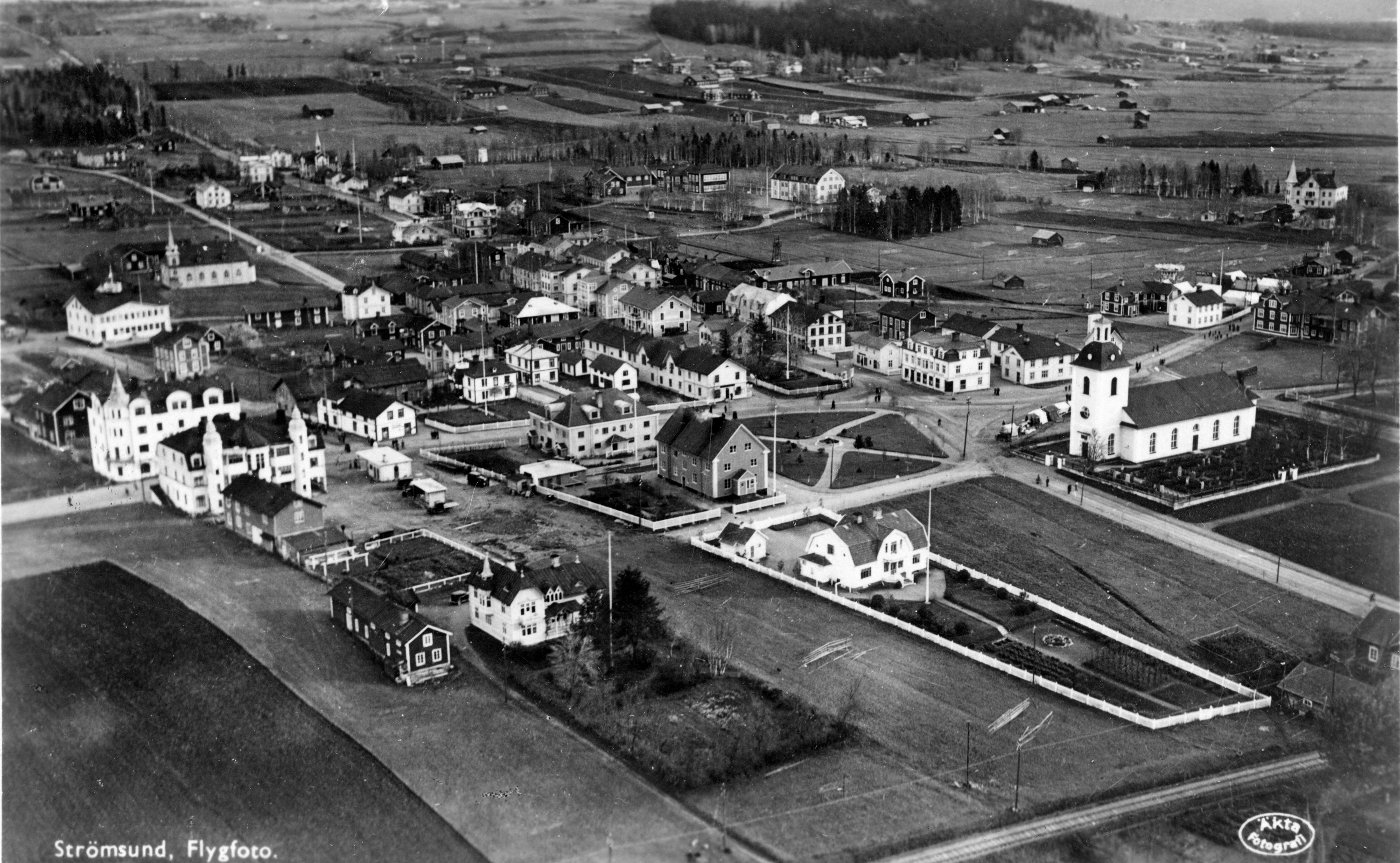
Strömsund (1932)
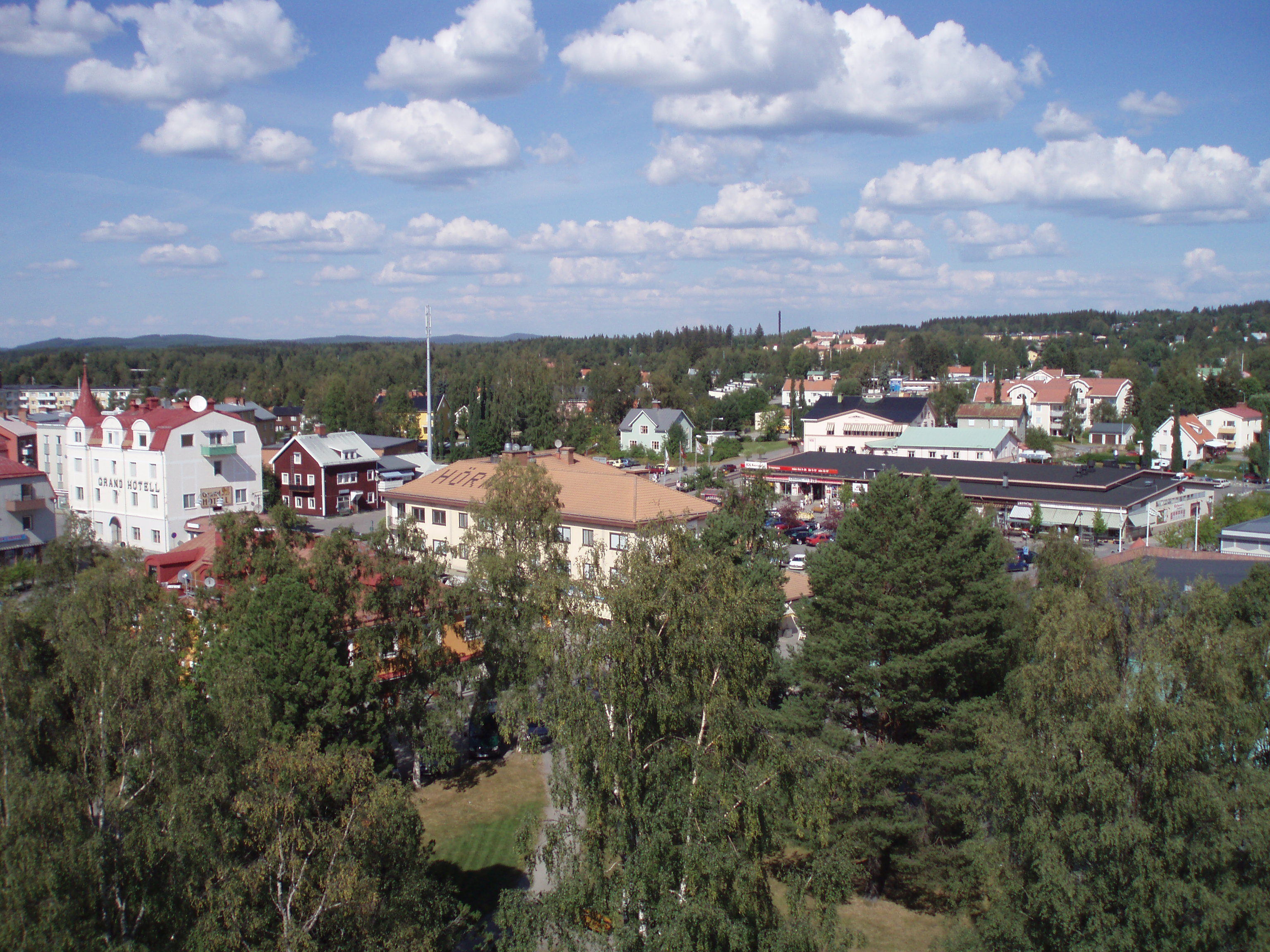
Panorama, Blick vom Kirchturm (2006)
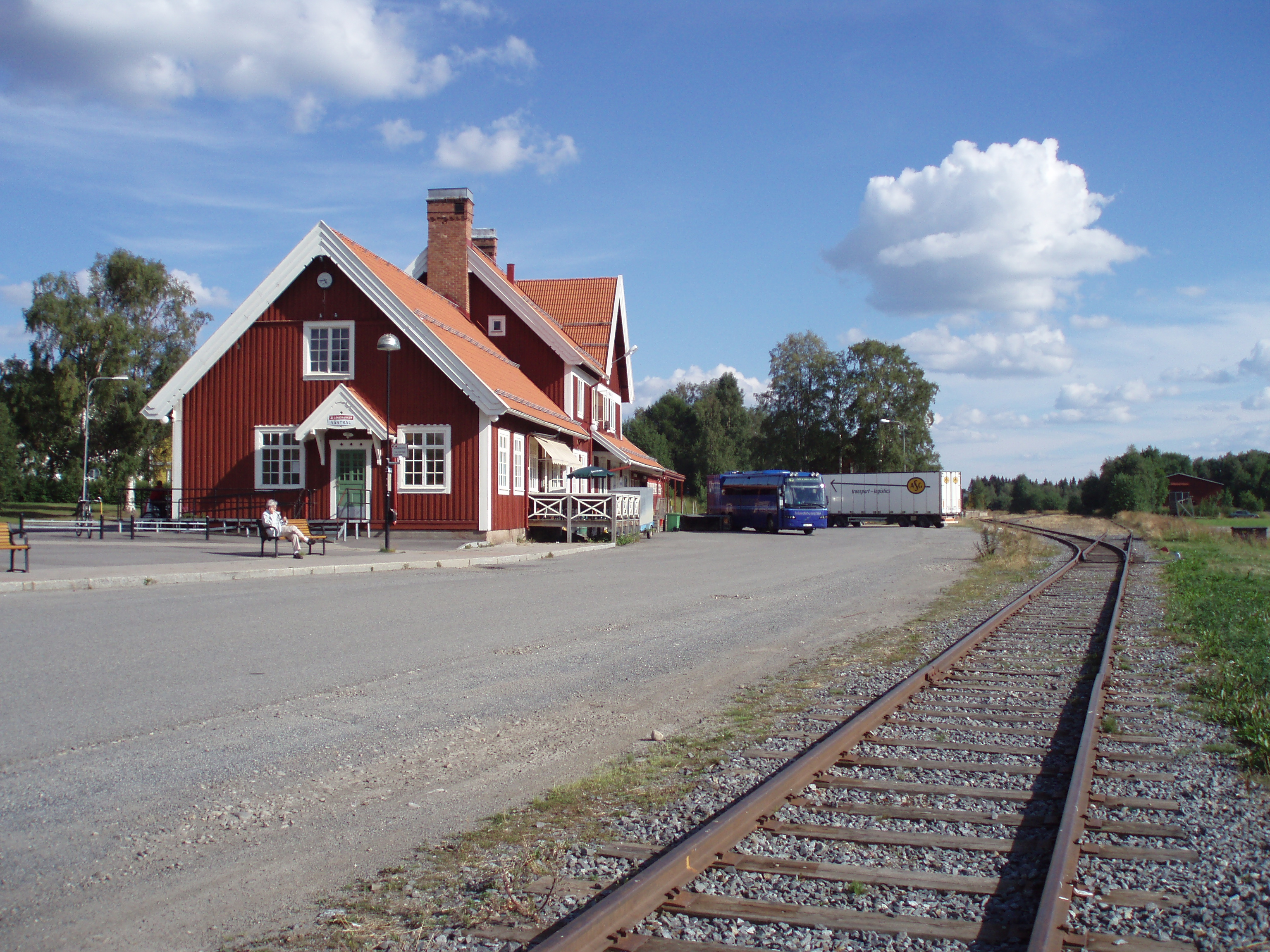
Bahnhof (2006)
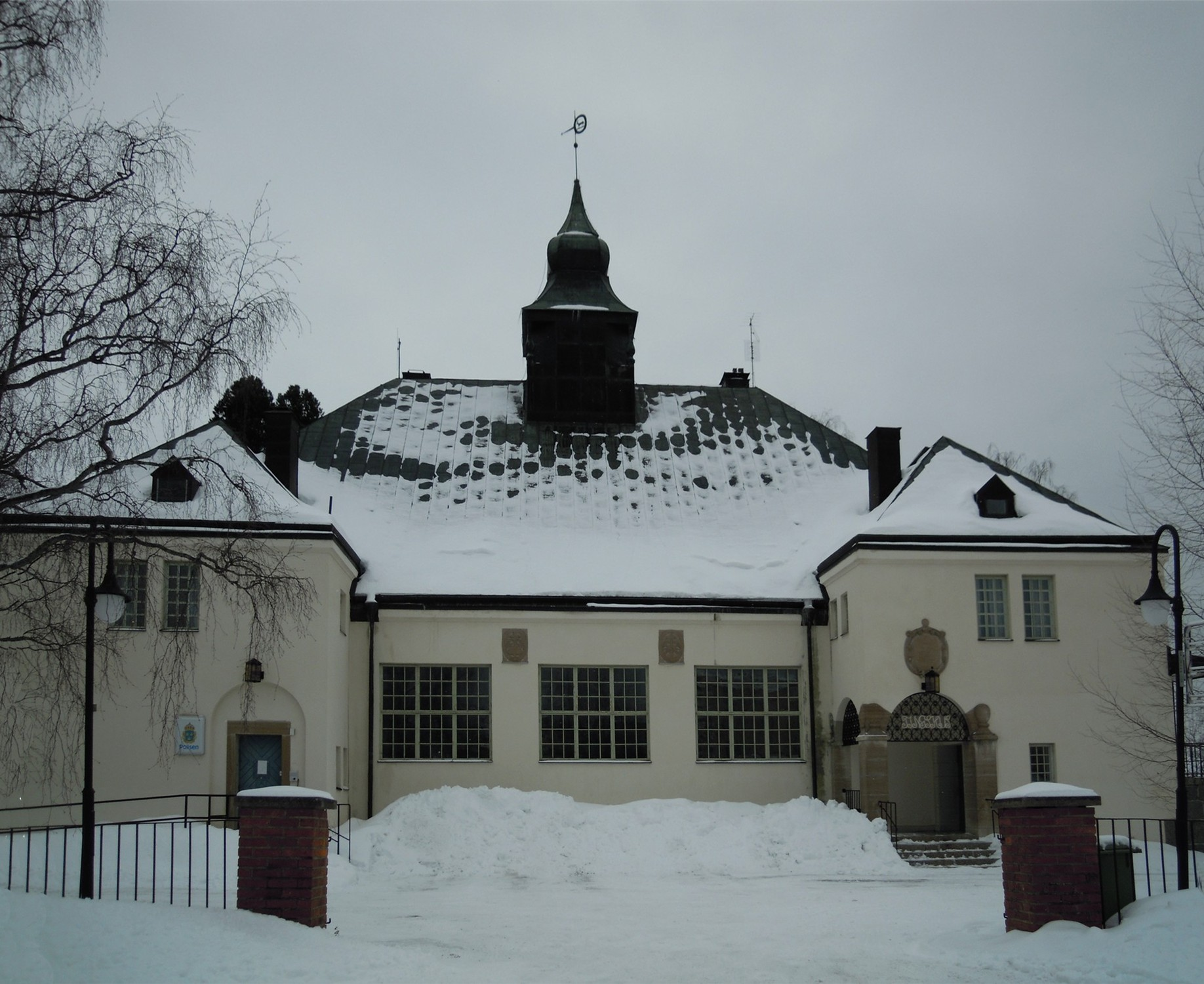
Tingshuset (2010)
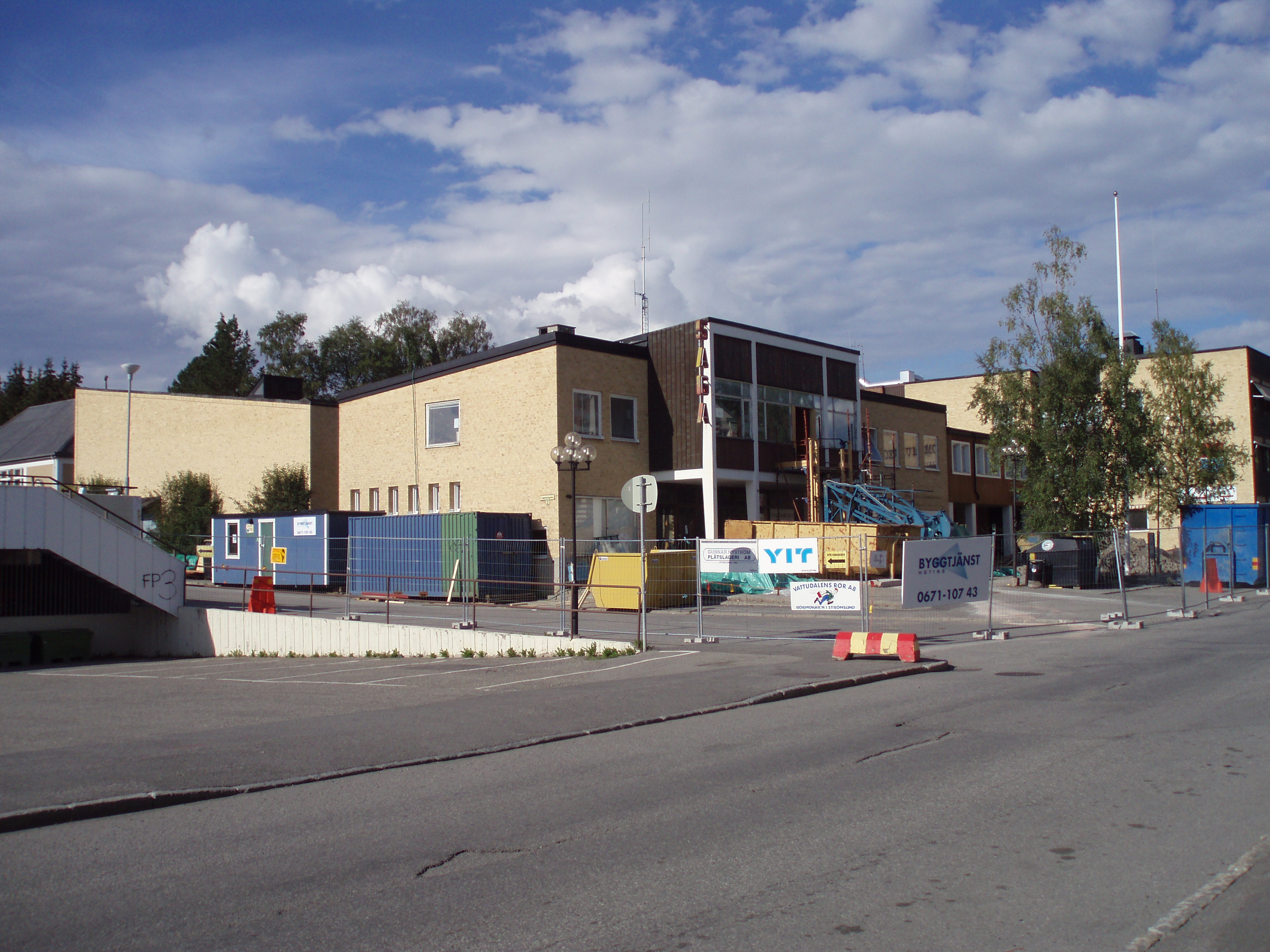
Stadthalle (2006)
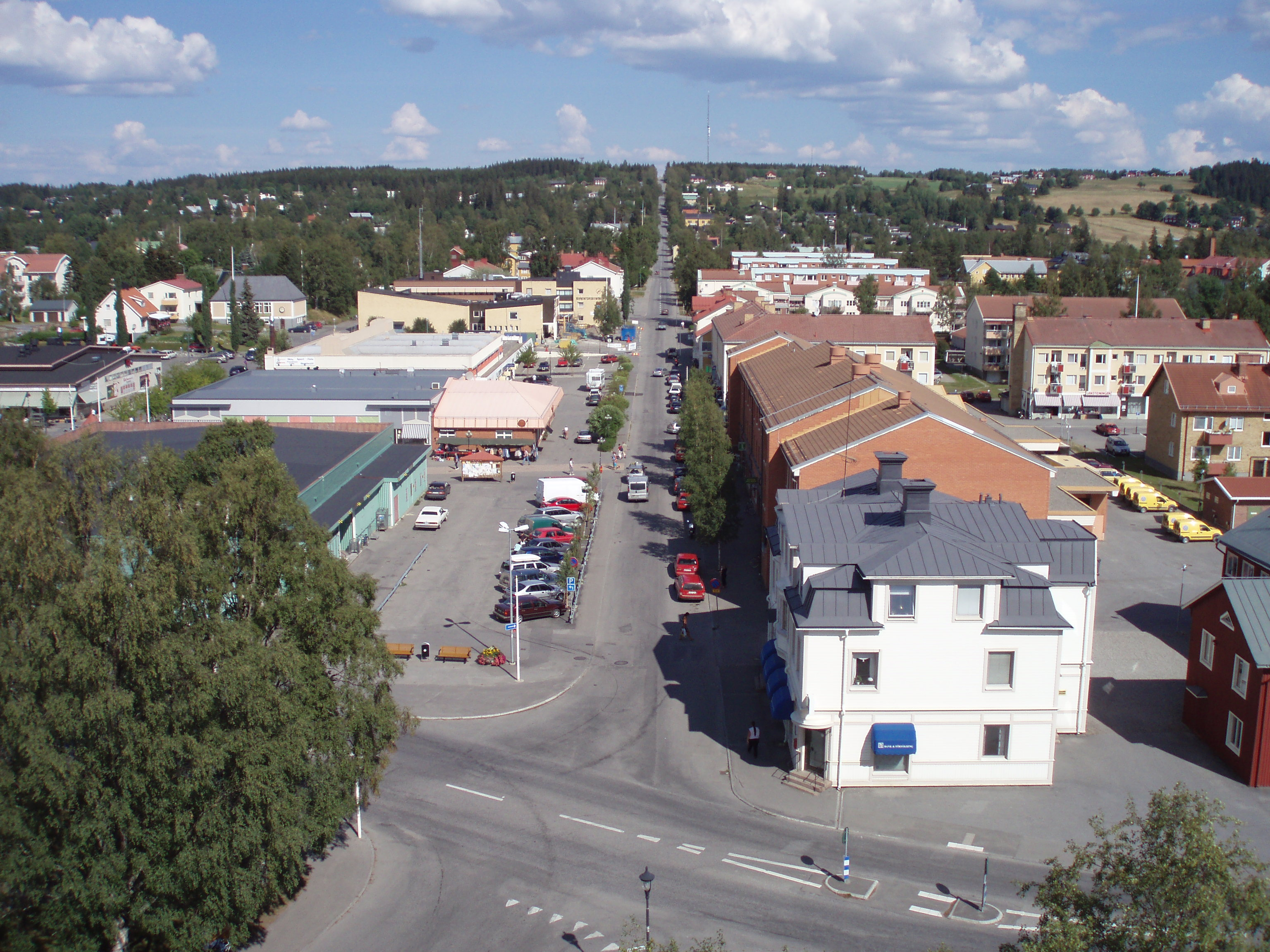
Storgatan (2006)
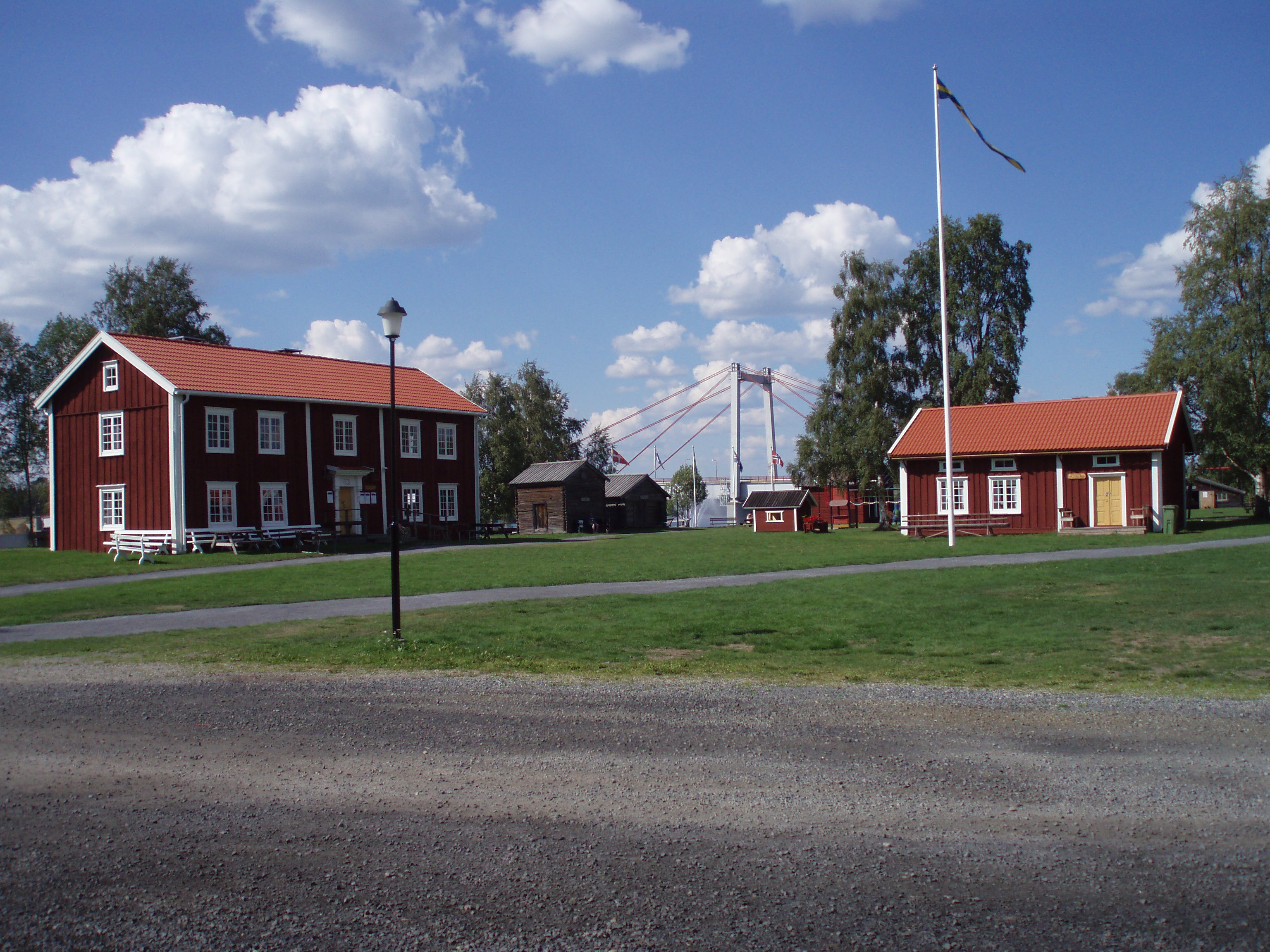
Strömsunds hembygdsgård (2006)